# Jeziora Babskie
Jeziora Babskie – grupa pięciu jezior w Polsce, zlokalizowanych na Równinie Wrzesińskiej, w kompleksie Lasów Czerniejewskich, w gminie Pobiedziska, pomiędzy Wagowem, Jeziercami i Nekielką. Jeziora te leżą w obrębie Parku Krajobrazowego Promno.

## Charakterystyka i morfometria
Grupa (ciąg) jezior zlokalizowany jest w płytkiej rynnie polodowcowej na południe od Jezierców. Rynną płynie ciek Baba (dopływ Cybiny), który zasila zespół jezior Babskich na osi północ-południe:
- Ósemka – 6 ha,
- Uli – 8 ha,
- Cyganek – 2 ha,
- Baba – 3 ha,
- Okrąglak – 3 ha.

Jeziora otacza teren pagórkowaty porośnięty gęstymi borami sosnowymi i lasami mieszanymi, w tym na południe od Jezierców 200-letni bór sosnowy z domieszką dębów, grabów i jesionów. Na południowym brzegu jeziora Baba rosną: sosna zwyczajna (obwód 270 cm) i grupa dębów o obwodzie do 500 cm. Jedno z jezior chroni rezerwat przyrody Okrąglak.

## Turystyka
Przy leśniczówce Jezierce znajduje się duży parking dla turystów. Wokół jezior prowadzi ścieżka dydaktyczna oznaczona wizerunkiem sowy.
Nad Jeziorem Uli stoi kamień pamiątkowy Jeden Świat – jedno przyrzeczenie, ustawiony na 100-lecie skautingu i 90-lecie harcerstwa w Kostrzynie w miejscu obozów i biwaków wielu pokoleń harcerzy. Głaz wystawili harcerze z Kostrzyna 1 sierpnia 2007.